# 普吕奈-贝尔维尔
普吕奈-贝尔维尔（法語：Prunay-Belleville，法語發音：[pʁynɛ bɛlvil]）是法国奥布省的一个市镇，属于塞纳河畔诺让区。该市镇于1795-1800年间由原市镇普吕奈（Prunay）和贝尔维尔（Belleville）合并而成。

## 地理
普吕奈-贝尔维尔（48°22'5"N, 3°46'13"E）面积25.65 平方千米，位于法国大東部大區奥布省，该省份为法国中北部省份，北起马恩省，西接塞纳-马恩省，西南至约讷省，东南至科多尔省，东临上马恩省。
与普吕奈-贝尔维尔接壤的市镇（或旧市镇、城区）包括：迪耶雷圣皮埃尔、埃什米讷、福-维勒塞夫、马里尼勒沙泰勒、圣弗拉维、圣吕皮安。
普吕奈-贝尔维尔的时区为UTC+01:00、UTC+02:00（夏令时）。

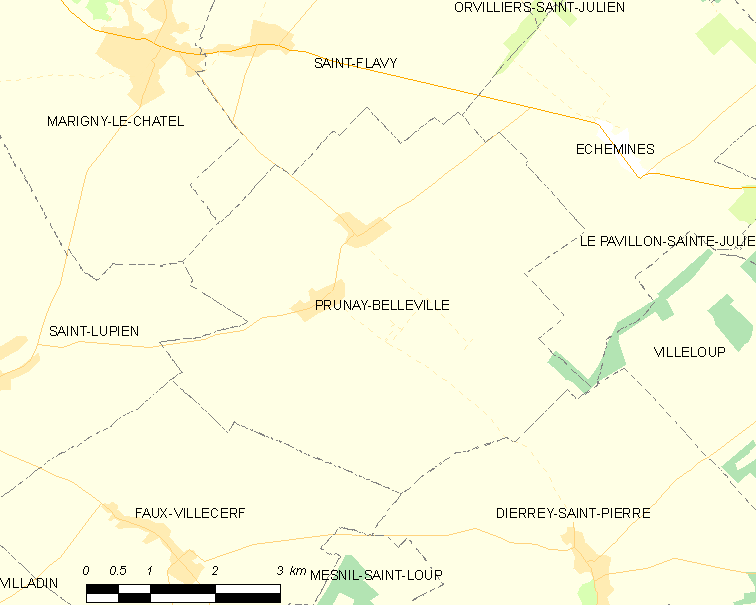
普吕奈-贝尔维尔的OSM定位图

## 行政
普吕奈-贝尔维尔的邮政编码为10350，INSEE市镇编码为10308。

## 政治
普吕奈-贝尔维尔所属的省级选区为圣利耶县。

## 人口

1962-2008年间普吕奈-贝尔维尔人口变化图示

普吕奈-贝尔维尔于2022年1月1日时的人口数量为222人。